# Parc St. Victor
Parc St. Victor is een stadion in de Haïtiaanse stad Cap-Haïtien. Het wordt vooral gebruikt door de voetbalclubs AS Capoise en Zénith. Het heeft capaciteit voor 7500 personen. In 2006 heeft het een grote verbouwing ondergaan. Deze is gefinancierd door een samenwerking van Haïti met Taiwan.